# Joseph Beaurredon
Joseph Beaurredon, né le 13 mai 1844 à Pontenx-les-Forges et mort le 11 septembre 1929 à Saint-Vincent-de-Paul, est un religieux catholique, enseignant et écrivain français dont les ouvrages portent sur la théologie, l'histoire, la linguistique et l'archéologie.

## Biographie
Il naît le 13 mai 1844 à Pontenx-les-Forges. Il est le fils d'un propriétaire de la commune, Ulysse Beaurredon, et de son épouse, Jeanne Duprat. Issu d'une importante famille landaise, il effectue des études ecclésiastiques au séminaire d'Aire-sur-l'Adour et est ordonné en 1868 par l'évêque d'Aire, Louis-Marie Épivent. En parallèle de sa charge de curé de la paroisse de Lévignacq, il devient enseignant, et notamment préparateur au baccalauréat pendant cinq ans.
Le 1er avril 1877, Dominique Soulé, évêque de Saint-Denis de la Réunion, l'invite à le rejoindre. À Saint-Denis, il devient vicaire général puis administrateur apostolique lorsque son évêque est contraint de rentrer en France pour des raisons de santé. Lui aussi rentre au pays le 21 janvier 1881. Il refuse à trois reprises des charges d'administrateur colonial offertes par le ministère des colonies pour se retirer à Saubrigues et se dédier à l'étude, la prédication et l'écriture. En octobre 1889, il retourne à La Réunion à la demande du nouvel évêque, Frédéric Fuzet, qui le nomme à nouveau vicaire général. Il conserve cette fonction jusqu'à fin 1894. 
De retour en France, il se consacre à la rédaction de nombreux ouvrages érudits traitant de théologie, de linguistique (principalement du gascon), d'histoire et d'archéologie (principalement agricole). Il est notamment le premier à étudier le gascon, et ses deux ouvrages Grammaire du Gascon landais et Phonétique du Gascon landais sont récompensés par l'académie nationale des sciences, belles-lettres et arts de Bordeaux respectivement du prix Lagrange en 1894 et d'une médaille d'or en 1901. Il est membre de la société de Borda, société savante daquoise. Il meurt le 11 septembre 1929 à 85 ans à Saint-Vincent-de-Paul.

## Distinctions
- Chevalier de l'ordre des Palmes académiques (14 juillet 1880)[2]
- Chevalier du Mérite agricole (14 juillet 1899)[2]

## Publications
- Études landaises, Paris, Menetière, 1877 (présentation en ligne)
- La culture de la vigne dans l’antiquité, Dax, Labèque, 1887, 26 p. (présentation en ligne, lire en ligne)
- Voyage agricole chez les anciens, ou l'Économie rurale dans l'antiquité, Paris, Savaète, 1898, 380 p. (présentation en ligne)
- Phonétique du Gascon landais, Dax, Labèque, 1898, 100 p. (présentation en ligne, lire en ligne)
- Petit Catéchisme anti-alcoolique à l'usage des écoles primaires et secondaires, Rodez, Imprimerie catholique, 1901, 51 p. (présentation en ligne)
- Le modernisme et les bases de la foi, Paris, Savaète, 1908, 234 p. (présentation en ligne, lire en ligne)